# ジャールカンド解放戦線
ジャールカンド解放戦線（ジャールカンドかいほうぜんせん、英語：Jharkhand Mukti Morcha、JMM または Jharkhand Liberation Front、ヒンディー語：झारखंड मुक्ति मोर्चा）は、インドの政党。ジャールカンド州を地盤とする地域政党だが、隣接するオリッサ州、西ベンガル州にも勢力を持つ。略称は「JMM」。

## 略歴・現状
ビハール州からの分離を求める「ジャールカンド運動」の中から、1972年に創設された。当初は、左翼指導者A.K.ロイの支持を受け、クルミ・カーストの指導者B.B.マハトを党首、サンタル族の指導者シブ・ソレンを幹事長としていた。ところが次第にソレンが党内主導権を握るようになると、左翼勢力とは距離を置き、インド国民会議派（INC）と選挙協力を構築するようになる。そのため現在でも、JMMは連邦レベルではINC主導の統一進歩同盟に加わっている。その一方で党内抗争も繰り返され、一部指導者が離脱していった。
2000年、ビハール州からのジャールカンド州の分離が実現した。同年の州議会選挙でJMMは12議席を獲得し、インド人民党（BJP）に次ぐ第2党となった。2004年の連邦下院選挙では、州割当14議席の内5議席を獲得している。2005年の州議会選挙でも17議席でやはり第2党となり、いずれの政党も過半数を制し得なかった情勢もあって、ソレンが一時的に州首相となった。ところが不安定な政治情勢の中で、ソレンは短期間で辞任に追い込まれ、2008年に州首相に返り咲くも、これも同様に短い任期に終わっている。その結果、ジャールカンド州は大統領直轄統治下に置かれてしまった。
2009年の連邦下院選挙では2議席に留まり、前回選挙の5議席から後退した。同年の州議会選挙では82議席中18議席を獲得、インド人民党（BJP）と同数の議席となった。多数派工作の結果、シブ・ソレンは3度目の州首相に就任したが、やはり不安定な情勢は変化せずに間もなく辞任、その後も大統領直轄統治が繰り返された。ただ、2013年7月からシブの息子であるヘマント・ソレンが、2024年2月からはチャンパイ・ソレンが州首相に就任し、現在も州政権を維持している。2014年連邦下院選挙ではBJPの躍進に直面したものの、前回と同数の2議席を辛うじて確保した。2019年連邦下院選挙では、1議席である。